# Abdulai Silá

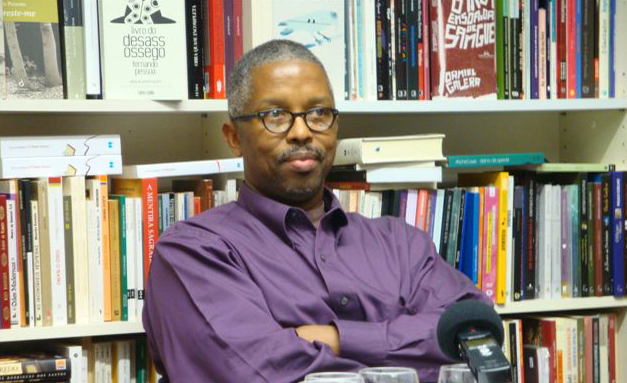
Abdulai Silá, 2018

Abdulai Silá (* 1. April 1958 in Catió, Region Tombali, Guinea-Bissau) ist ein guinea-bissauischer Schriftsteller und IT-Unternehmer.

## Leben und Wirken
Abudulai Sila wurde in der Kleinstadt Catió in der heutigen Region Tombali geboren. Zu seiner Geburt war Guinea-Bissau als Portugiesisch-Guinea noch Kolonie. Er besuchte eine Missonarsschule und kam in den 1970er Jahren in die Hauptstadt Bissau.
Er studierte von 1979 bis 1985 Elektrotechnik in Dresden und anschließend in den USA.  An der Technischen Universität Dresden hatte er seinen Masterabschluss gemacht.
Später war er Mitbegründer des ersten eigenen Internetanbieter des Landes, Eguitel Communications  und andere Computer- und IT-Unternehmen in Guinea-Bissau, um das Land fortschrittlicher zu machen.
Er lebt heute in Bissalanca, einem Dorf in der Nähe der Hauptstadt Bissau.